# Clara Clemens
Clara Langhorne Clemens-Samossoud, anciennement Clara Langhorne Clemens-Gabrilowitsch (Elmira, 8 juin 1874 – 19 novembre 1962) est la fille de Samuel Clemens, au nom de plume bien mieux connu : Mark Twain. Elle est une chanteuse contralto de concert et, comme seul enfant survivant de son père, elle gère la succession et veille sur héritage après la mort de l'écrivain. Elle est mariée deux fois — d'abord au musicien Ossip Gabrilowitsch, puis après le décès de celui-ci, à Jacques Samossoud. Elle a écrit les biographies de Gabrilowitsch et de son père. À la fin de sa vie, elle devient adepte du mouvement science chrétienne.

## Biographie

### Enfance
Clara est la deuxième des trois filles nées de Samuel Clemens et son épouse Olivia Langdon Clemens à Elmira, New York,.
Sa sœur aînée, Susy, meurt lorsque Clara a vingt-deux ans. Son unique frère, est mort-né. Elle a aussi une jeune sœur, Jean. Lors d'une chute de traîneau, Clara est gravement blessée à la jambe en heurtant un grand chêne, qui conduit presque à l'amputation

### Début de carrière

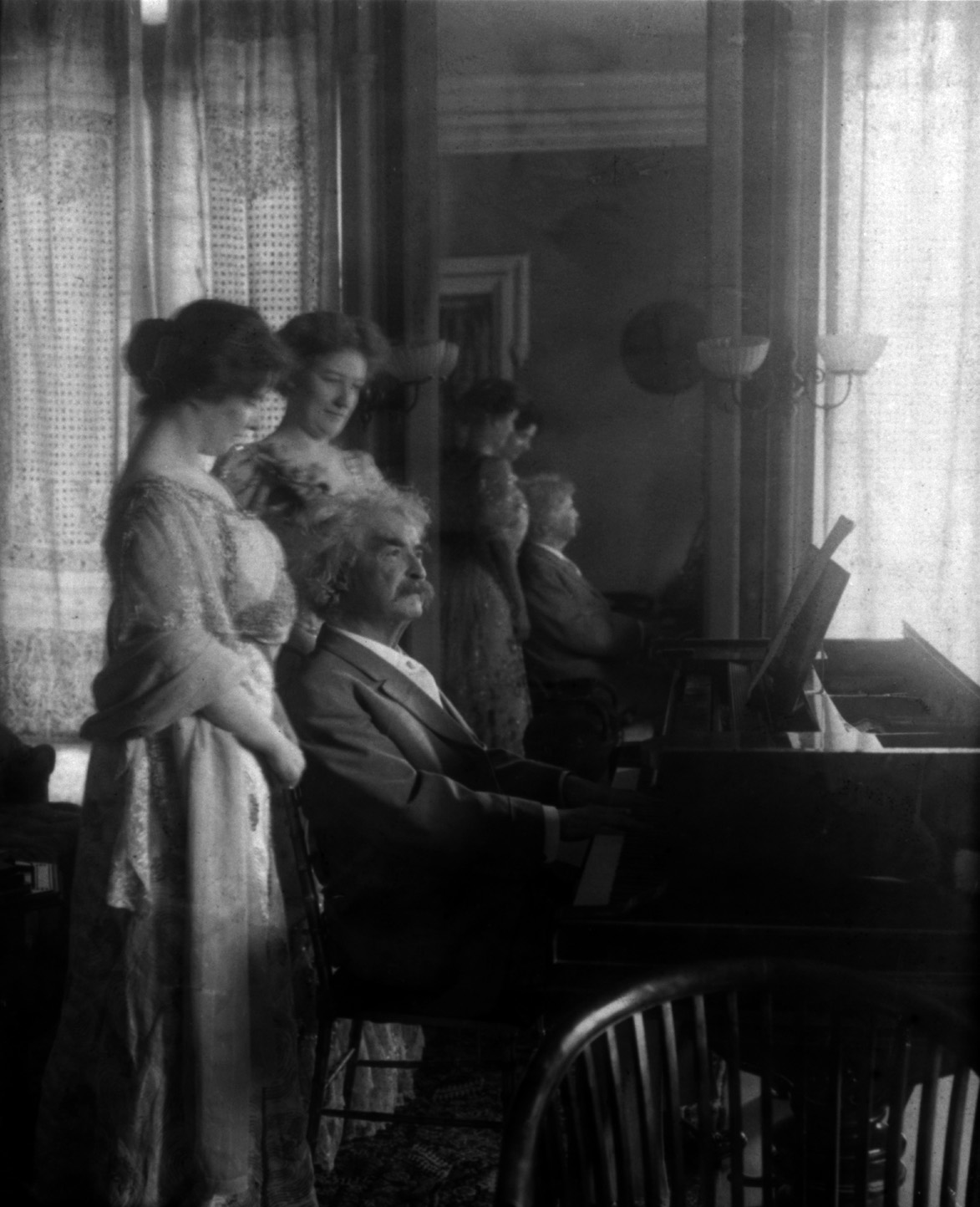
Twain avec sa fille Clara et une amie, en 1908.

Clara passe la période de septembre 1897 à mai 1899 à Vienne avec ses parents,. Elle y cultive sa voix dans le but de monter sur la scène de concert. Sa voix a été caractérisée comme remarquablement douce et attrayante. Elle étudie également le piano en 1899 avec Teodor Leszetycki (un élève de Carl Czerny). En décembre 1900, elle est invitée par la population de Hartford à se produire lors d'un grand concert donné par l'Orchestre symphonique de Boston. Elle continue à étudier pendant plusieurs années avec des maîtres en Europe, avant de faire ses débuts professionnels à Florence, avant ses débuts américains, avec l'aide de la violoniste Marie Nichols, en tant que contralto au concert donné au Norfolk Gymnasium, dans la soirée du 22 septembre 1906, à Norfolk, dans le Connecticut, où en 1905, elle y loue Edgewood.  Clara Clemens utilise le produit du concert pour l'achat d'une verrière mémorial pour sa mère à l'église épiscopale de la Transfiguration de Norfolk. 
Charles Edmund « Will » Wark (1876–1954), un pianiste originaire de Cobourg, Ontario, au Canada, devient l'accompagnateur de Clara Clemens à partir de l'hiver 1906, jusqu'à la fin de 1908,. Clemens et Marie Nichols continuent également à jouer ensemble, notamment dans une série de concerts à Londres et à Paris, en 1908. Le 30 mai, Clara Clemens fait ses débuts à Londres, lors d'un concert de charité dont les fonds récoltés sont destinés aux jeunes filles américaines pour leur permettre de fréquenter les universités d'Oxford et de Cambridge,.

### Accident et mariage
À dix heures, le 20 décembre 1908 à Danbury, Clemens fait une promenade en traîneau avec le pianiste russe Ossip Gabrilowitsch, hébergé chez son père, à sa résidence de l’Innocence at Home, à Redding. En passant par Redding Glen, le cheval prend peur lorsqu'il est fouetté par un journal poussé par le vent et Gabrilowitsch perd le contrôle de l'attelage. Au sommet d'une colline, au bord d'un dénivelé de 18 mètres, Gabrilowitsch saute à terre et prend le cheval au mors, juste au bord, alors que le traîneau est sur le point de plonger dans le vide, mais, en faisant glisser Clara, sa robe prise sous un patin. Clara, seulement atteinte d'une entorse de la cheville droite et Gabrilowitsch sont sains et saufs, excepté le choc de l'accident. Le biographe de Twain, Michael Shelden, émet des doutes sur la véracité de cette aventure épique et fournit une possible motivation de l'utilisation de l'histoire dans la presse. À savoir, calmer les rumeurs selon lesquelles Clara entretenait une liaison avec son ancien accompagnateur, Charles E. Wark, un homme marié.

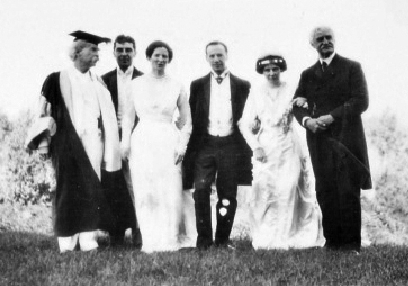
Cliché pris au mariage de Clara Clemens et Ossip Gabrilowitsch. De gauche à droite : Samuel Clemens, Jervis Langdon, Jean Clemens, Ossip Gabrilowitsch, Clara Clemens et le révérant Joseph Twichell.

Clemens est présentée à Gabrilowitsch en 1899, à Vienne par Teodor Leszetycki. Gabrilowitsch est également un élève de Leschetizky. À midi, le 6 octobre 1909, Clara épouse Gabrilowitsch dans la salle de réception à Stormfield, la maison Clemens, sous la présidence du Révérend Joseph H. Twitchell, qui est un grand ami de son père, qui affirme que l'engagement n'était pas nouveau, après avoir été « fait et dissous deux fois il y a six ans ». Il dit également que le mariage est soudain, car Gabrilowitsch venait juste de récupérer d'une opération chirurgicale subie pendant l'été et le couple était sur le point de se rendre à leur nouveau domicile, à Berlin, où allait commencer la saison européenne de concerts. Sa sœur, Jean Clemens, se noie dans sa baignoire, le 24 décembre 1909, après une crise d'épilepsie. Le 21 avril 1910, son père meurt lui laissant ses biens, par un testament daté du 17 août 1909, qui prévoit des paiements trimestriels d'intérêt, lui permettant d'être « libre de tout contrôle ou de toute interférence de la part de tout mari qu'elle pourrait avoir ». Le 9 juillet, elle annonce son intention de donner la quasi-totalité de la bibliothèque de son père, composée de près de 2 500 livres, à la Bibliothèque Mark Twain. Le 19 août 1910, son unique enfant, Nina, naît à Stormfield dans le Connecticut. Nina Gabrilowitsch (1910–1966), est la dernière descendante de Mark Twain, décédée le 16 janvier 1966, dans un hôtel de Los Angeles. Elle avait été une grosse consommatrice d'alcool et des tubes de comprimés et de l'alcool ont été trouvés dans sa chambre.

### Carrière

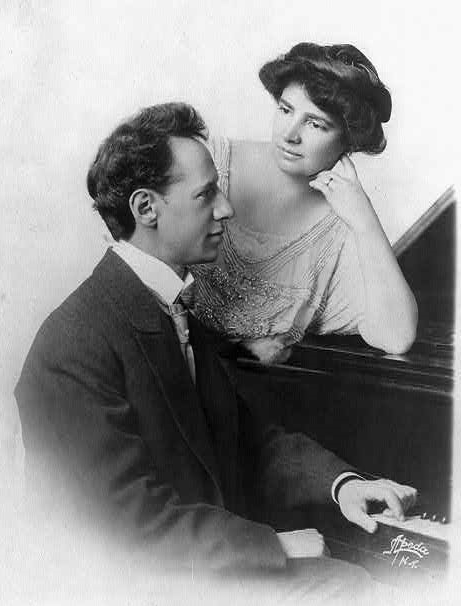
Clara Clemens avec son mari Ossip Gabrilowitsch.

Le 23 avril 1926, elle joue le rôle-titre dans une mise en scène de Jeanne d'Arc écrite par son père au théâtre Walter Hampden de Broadway,,. Mais cette adaptation et ses spectacles ne sont pas très bien reçus par les critiques. La pièce est de nouveau produite en 1927, à partir du 12 avril au Théâtre Edyth Totten, pour une série de spectacles en matinée et en après-midi,.
Gabrilowitsch est nommé à la tête de l'Orchestre symphonique Detroit en 1918, jusqu'en 1935, lorsqu'il tombe malade. Il entre à l'Hôpital Henry Ford, le 25 mars 1935, où il reste jusqu'au 28 septembre 1935, suivie d'une convalescence chez lui,. Il décède à son domicile le 14 septembre 1936, à l'âge de 58 ans.
Le 11 mai 1944, Clara et Jacques Samossoud, chef d'orchestre né en Russie, de 20 ans son cadet, se marient dans sa maison d'Hollywood Clara est morte à l'âge de quatre-vingt-huit ans, à San Diego, en Californie.
Clara explore pendant quelques années les religions orientales et s'est finalement tournée vers le mouvement science chrétienne. Le sérieux de son engagement est mis en doute, bien qu'elle écrive un livre sur le sujet : Awake to a Perfect Day (« Réveillez-vous pour un jour parfait »), publié en anglais à New York, par Citadel Press en 1956,. Après s'être opposée en 1939 à la publication des Letters from the Earth de son père, elle change de position, peu de temps avant sa mort, permettant de les éditer en 1962. Elle publie également une biographie de son père, Mon Père, Mark Twain, en 1931 et de son premier mari, Mon Mari : Gabrilowitsch en 1938.